# Valle Pothole
El valle Pothole (en inglés: Pothole Gulch) es un valle y quebrada que se extiende por el sudeste de la Isla Vindicación del archipiélago Candelaria, en las islas Sandwich del Sur.
El nombre fue aplicado en 1971 por el Comité de Topónimos Antárticos del Reino Unido, y debe su nombre a que existen, por toda su extensión, numerosos baches (en inglés: pothole). No existe un nombre oficial en la toponimia argentina del archipiélago.
La isla nunca fue habitada ni ocupada, y como el resto de las Sandwich del Sur es reclamada por el Reino Unido que la hace parte del territorio británico de ultramar de las Islas Georgias del Sur y Sandwich del Sur, y la República Argentina, que la hace parte del departamento Islas del Atlántico Sur dentro de la provincia de Tierra del Fuego, Antártida e Islas del Atlántico Sur.